# Helafricanus alienus
Espèce
Synonymes
- Heliophanus alienus Wesołowska, 1986

Helafricanus alienus est une espèce d'araignées aranéomorphes de la famille des Salticidae.

## Distribution
Cette espèce est endémique de l'Ouest au Cameroun,. Elle se rencontre vers Kounden.

## Description
La carapace de la femelle holotype mesure 1,7 mm et l'abdomen 2,4 mm.

## Systématique et taxinomie
Cette espèce a été décrite sous le protonyme Heliophanus alienus par Wesołowska en 1986. Elle est placée dans le genre Helafricanus par Wesołowska en 2024.

## Publication originale
- Wesołowska, 1986 : « A revision of the genus Heliophanus C. L. Koch, 1833 (Aranei: Salticidae). » Annales Zoologici, vol. 40, no 1, p. 1-254.